# 考马斯亮蓝
考马斯亮蓝（Coomassie Brilliant Blue）是两种三苯甲烷衍生物染料（G-250和R-250）的统称，起初开发用于纺织行业，但现在通常用于分析生物化学中的蛋白质染色。考马斯亮蓝G-250比考马斯亮蓝R-250多两个甲基。其名“考马斯”是帝国化学工业下的一个注册商标。

## 起名和發現
考马斯这个名字最初在19世纪末被一家设在英国布莱克利（Blackley）的染料公司（Levinstein Ltd.）作为贸易名使用，用来售卖一些酸性羊毛染料。
1896年在第四次英国-阿散蒂战争期间, 英国军队占据了考马斯镇（今加纳库马西）。
1918年， Levinstein Ltd.公司并入不列颠染料公司（British Deystuffs Cororation) ，后者在1926年成为帝国化学工业的一部分。虽然帝国化学工业公司仍然持有考马斯这种商标，可是他们没有再生产这种染料。
這些藍色的二磺酸化三苯甲烷的染料首先在1913年由住在德國Elberfeld的Max Weiler生產後來陸續發現了多種有機化學合成這種染料的方法。Var目前发表的生化論文中，通常把這些染料統稱“考馬斯”而不區分具體用的是哪種染料。實際上國際顏色索引列出了超過了四十種名字含有“考馬斯”的染料，也有一些其他種類的（非二磺酸化三苯甲烷）的染料，也被叫作“考馬斯”藍。例如默克索引（第10版）列出了具有完全不同的結構的考馬斯藍。

## 染料的颜色
後綴帶R的考馬斯亮藍R-250，R意指紅色，这是因為考馬斯亮藍R-250在藍色中略帶有紅色；而G型則意指Green，在藍色中帶有一點綠色。250起初是指染料的純度。
這兩種染料的顏色与溶液的酸堿性有关。考馬斯亮藍G型已經研究得比較詳細。 在pH低於0的時候，呈現紅色，最大吸收峰位于465nm。在pH值約為1時，這種染料呈現綠色，最大吸收峰位于約620nm處。當pH高于2時，這種染料呈現一種亮藍色，最大吸收峰位于595nm。在pH為7的時候，這種染料的莫耳吸光度是43,000 M−1cm−1.
染料分子呈現不同顏色的原因是分子不同的帶電荷狀態。在紅色形態時，全部三個氮原子均帶有正電。兩個磺酸基團有相當低的酸度係數，通常會帶負電，因而在pH為0左右時，整個染料分子會帶1個正電荷。綠色的形態則對應整體不帶電荷。而在中性介質（pH7）中，僅有二苯胺官能團上的氮原子帶有一個正電荷，所以整個分子帶有一個負電荷而呈藍色。這三個氮原子中前兩個失去質子的pKa分別是1.15和1.82。最后一個氮原子在強堿性環境下會失去質子，從而使染料變為粉色（pKa是12.4）。
考馬斯亮藍和蛋白質的氨基、羧基基團產生靜電作用，而非共價作用。染料分子和蛋白分子包括羊毛（角蛋白）形成一個蛋白質-染料分子複合物。 這種複合物的形成，使得染料的帶負電荷的形態得到了穩定，從而產生藍色，即使在多數分子帶正電荷的強酸環境下。 這是布拉德福蛋白質定量法的理論依據，是一種利用考馬斯亮藍與蛋白質結合的蛋白質測定方法。這種染料與蛋白質的結合，使得考馬斯亮藍的吸收峰從465nm遷移到595nm。記錄595nm處吸光度的增加，可以用來測定蛋白質濃度。
這種染料也會與陰離子去垢劑十二烷基硫酸鈉形成複合物。這使得染料分子的綠色形態得到穩定。這個效應可以干擾布拉德福蛋白質定量法的測定。陰離子去垢劑也有可能與蛋白質競爭和染料分子結合。

## 生物化学中的用途
考馬斯亮藍R-250在1964年被Fazekas de St.Groth的團隊最先用來觀察蛋白。蛋白樣品在醋酸纖維素薄膜上進行電泳分離。薄膜随后被放置于5-磺基水楊酸中，使蛋白质条带固定，然后将膜浸到染料溶液中。
两年之后，1965年Meyer和Lambert用考马斯亮蓝R-250去染经聚丙烯酰胺凝胶分离的蛋白质样品。他们将胶浸在含有甲醇乙酸和水的溶液中。由于染料在染色蛋白质的同时也染了聚丙烯酰胺凝胶，为了使蛋白质条带可见，他们对电泳的凝胶进行了脱色。后续的文献报道聚丙烯酰胺凝胶可以被乙酸溶液成功脱色。
在1967年，首次出现使用考马斯亮蓝G让聚丙烯酰胺凝胶中的蛋白条带变得可见的报道，其中染料被溶解在含有甲醇的乙酸溶液中。之后发现，如果使用溶解在不含甲醇的三氯乙酸考马斯亮蓝G胶体，可以使蛋白质条带被染色，而聚丙烯酰胺不被染色。如果用这种方法，就没有必要再对胶进行脱色。现代的手段通常是将考马斯亮蓝G溶解在含有磷酸、乙醇（或甲醇）和硫酸铵（或硫酸铝）的溶液中。
布拉德福蛋白质定量法利用了考马斯亮蓝G-250的光谱性质去检测溶液中的蛋白质含量。将蛋白质样品加入到染料的磷酸和乙醇的溶液中。在酸性环境中，这种染料通常呈现棕红色，但是结合了蛋白质之后，染料形成蓝色形态。溶液的吸光度在595nm波长处测定。这种染料非常著名，因为它有高灵敏性，即使只有5μg蛋白也足以使染料变色。然而，这种方法有一个缺点是变色程度因蛋白质种类不同而不同：单位量蛋白质带来的吸光度改变取决于蛋白质的类型。
与蛋白质结合后，带负电荷的考马斯亮蓝G-250分子会让蛋白质整体带上负电荷。这个性质可以被用来分离蛋白质或蛋白质复合物，使用非变性条件下的聚丙烯酰胺凝胶电泳——Blue Native PAGE电泳。这样的复合体的迁移能力既取决于蛋白质复合体的分子质量，也取决于结合到蛋白质上的染料量。
考马斯亮蓝染色，也可以用于western印迹分析中的一步。它的作用是先于抗体的染色，使之可以作为对照。

## 药理用途
2009年，考马斯亮蓝G在实验中被用来治疗实验室大鼠的脊髓损伤。它通过减少个体肿胀反应而生效，而肿胀反应会导致损伤区域的神经元死于代谢的压力。这个方法在大鼠上测试有效。两组脊髓损伤大鼠中，一组给予考马斯亮蓝G处理，一组没有处理。测试结果证明，相较于没有处理的大鼠，用染料处理的大鼠可以更好的运动，并且在运动测试中取得更高的得分。 这种治疗能否用在人类身上的相关测试还在进行中。近期的实验中曾在损伤后15分钟后，施予染料治疗有效。但是在现实生活中，病人需要一定时间才能赶到急救室，所以这种治疗应该即使在受伤后两小时后施放仍然有效。唯一报道的副作用是大鼠会短暂的变蓝。
亮蓝G作为染料可以被外科医生使用来完成视网膜手术，它的贸易名是Brilliant Peel.

## 法医学应用
纽约州立大学奥尔巴尼分校的一个实验，反应了考马斯染料可以去靶向结合芳香族氨基酸（苯丙氨酸，酪氨酸，色氨酸）和碱性侧链氨基酸（赖氨酸，精氨酸和组氨酸），从而使得布拉德福分析可以用来做指纹的分析。布拉福德分析已经可以成功的用来检测指纹的男女属性。女性指纹样品相较于男性指纹样品，会带来更高的吸收峰（在相近波长下）。这提供了一种更简单的指纹分析方法，将需要分析的氨基酸数从23个减少到了6个，而且相对于茚三酮化学测定方法，需要的准备工作量更少，因为茚三酮测定法需要加热、酶联反应等。

## 延伸阅读
- Gessner, T.; Mayer, U. . . Weinheim: Wiley-VCH. 2002. ISBN 3527306730. doi:10.1002/14356007.a27_179{{inconsistent citations}}